# Larry Martin
Larry Martin de son vrai nom Jacques Godebarge est un musicien (guitariste), producteur et arrangeur depuis la fin des années soixante, apparaissant sur plus de 200 enregistrements à travers l'Europe[réf. souhaitée]. Il a produit des musiques de films pour le Groupe Dziga Vertov avec Jean-Luc Godard.

## Production et réalisation
Screamin' Jay Hawkins, Luther Allison, Sonny Rhodes, Robert Pete Williams, Vince Taylor, Steve Lacy, San Francisco Blues Festival, Yves Simon, Françoise Hardy (Femme parmi les femmes), Gypsy Land, etc. et pour beaucoup de groupes de rock indépendants[réf. souhaitée].

## Discographie
- After school rambler (1973)
- do not lean out of the window (1975)
- Early dawn flyers and electric kids (1977)
- Daimler Benz (1979)
- Law and order (1981)
- Long distance runner (2003)
- Singles et compilation : 
  - There both came hate and fear (2006)
- Auteur de 2 titres qui furent des succès européens[réf. souhaitée]:
  - Sweet mama fix 1977
  - Rockin'on the radio-1976

- 2 pièces de musique contemporaine :
  - Illuminations sur le poème d'Arthur Rimbaud dit par Alain Moussay (1975)
  - Secret Empire (2000)